# Heinrich Eduard Winter

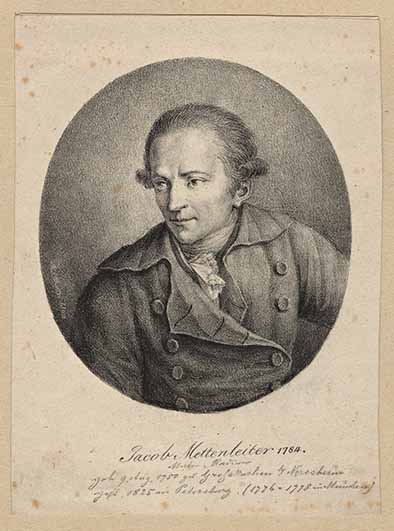
Der Maler Johann Jakob Mettenleiter

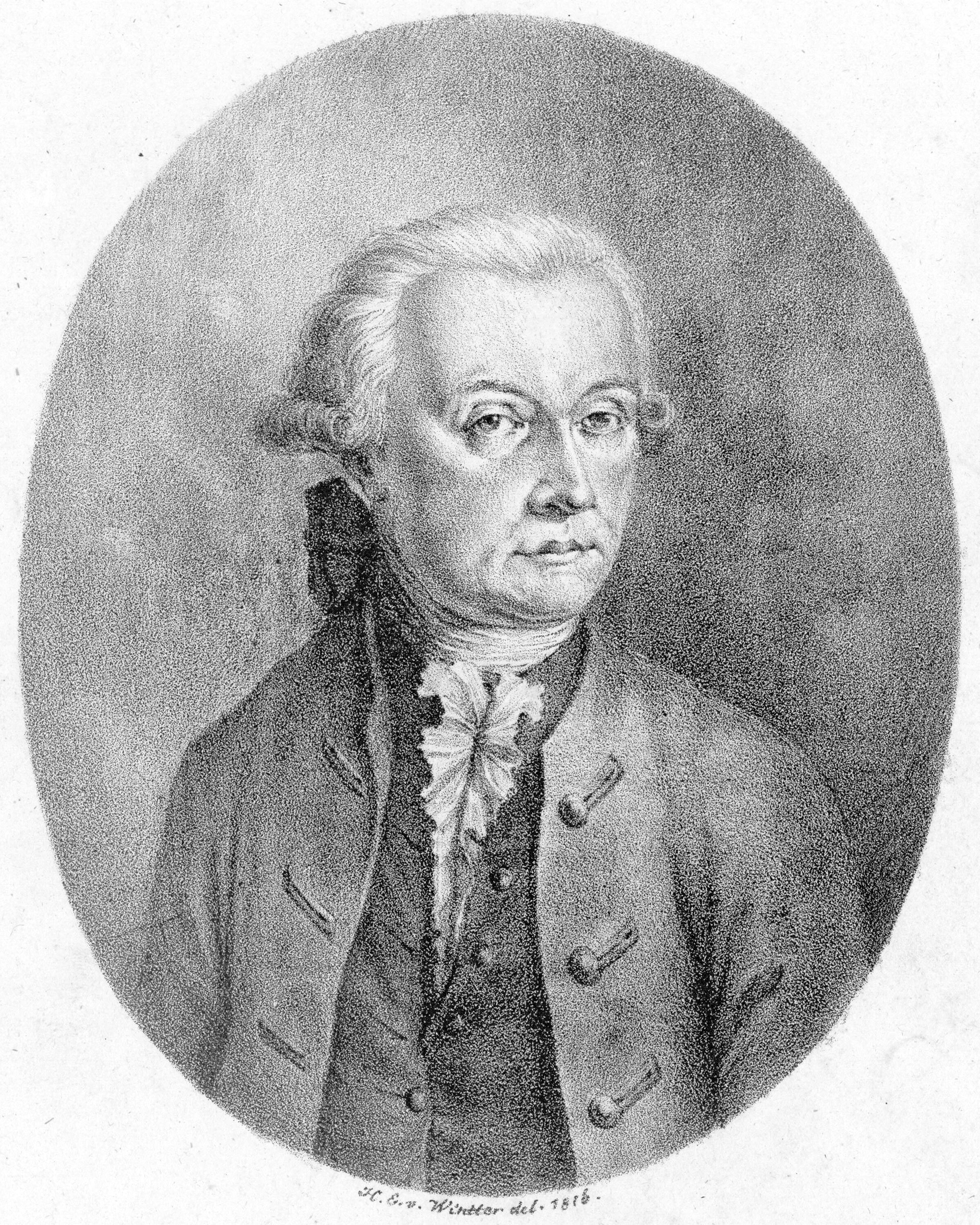
Leopold Mozart

Heinrich Eduard Winter (auch Heinrich Eduard von Wintter; * 1788 in München; † 11. Dezember 1829 ebenda) war ein deutscher Maler, Lithograf und Zeichenlehrer in Frankreich und München.

## Leben
Winters Vater, der Hof- und Jagdkupferstecher Joseph Georg (geboren zwischen 1720 und 1730; † 1789) verstarb kurz nach seiner Geburt. Seine Mutter heiratete anschließend Johann Michael Mettenleiter, der seinen Stiefsohn so unterrichtete, dass dieser bald einige „Bilder der Galerie in München“ kopieren konnte.
1806 – zur sogenannten Franzosenzeit – wurde Winter Professor für Zeichenkunst in Sarreguemines, Frankreich, ging jedoch schon 1809 nach München zurück, wo er an der von Mettenleiter gegründeten Lithographischen Anstalt des königlichen Staatsrates angestellt wurde.
Winter hatte zwei ältere Geschwister. Raphael Winter (* 1784), der Tiermaler und Radierer wurde, war sein Bruder.

## Werke
Winter steuerte die 88 Porträt-Medaillons zu dem Werk Portraite der berühmtesten Compositeurs der Tonkunst bei, das zwischen 1813 und 1821 in 22 Heften mit Texten von Felix Joseph Lipowsky erschien. 1820 veröffentlichte Winter eine Sammlung von Landschaftszeichnungen für angehende und geübtere Schüler.